# La Chapelle-sur-Coise
La Chapelle-sur-Coise är en kommun i departementet Rhône i regionen Auvergne-Rhône-Alpes i östra Frankrike. Kommunen ligger i kantonen Saint-Symphorien-sur-Coise som tillhör arrondissementet Lyon. År 2022 hade La Chapelle-sur-Coise 566 invånare.

## Befolkningsutveckling
Antalet invånare i kommunen La Chapelle-sur-Coise
| Referens: INSEE |